# Fleur Brusselmans
Fleur Brusselmans (28 januari 1984) is een Vlaamse actrice.
Ze studeerde aan het Koninklijk Conservatorium te Brussel, waar ze de richting musical volgde. Haar bekendste rol is die van Emma in de tienersoap Spring vanaf reeks 5. Ze is ook te zien in in musicals en speelde diverse gastrollen en in tv-advertenties. Jaarlijks organiseert ze ook een musicalstage voor kinderen.

## Rollen

### Musical
- Pippi Langkous : deftige dame (Studio 100, Jacques Senf)
- Mamma Mia!: ensemble: Swing, 1ste understudy Lisa, 2de us Ellie (Joop van den Ende theaterproducties, 2006)
- Kuifje: ensemble (Musicaldreams)
- Grease: Patty (Stage-Entertainment i.s.m. Geert Allaert Theaterproducties, Music Hall, 2007-2008)
- Annie: ensemble + ster in spe: alternate Lilly Waldorf en understudy Grace Farell (Music Hall, Geert Allaert Theaterproducties, 2008-2009)
- Pippi zet de boel op stelten: ensemble + understudy Pippi
- Alice in Wonderland: ensemble + understudy Nu en Hartenkoningin

### Televisie en film
- Spoed (2007) - als Tinneke
- Spring (2007-2008) - als Emma Naessens
- Familie (2008) - als Karlijn Aelgoet
- Familie (2014) - als Amalia
- Lee & Cindy C. (2015) - als presentatrice
- Tegen de Sterren op (2017) - als zichzelf
- Familie (2017) - als Katja
- Lisa (2021) - als Vivianne
- Sterregem (2024) - als Ingeborg Sergant